# Aeroporti nei Paesi Bassi
La seguente è una lista di aeroporti nei Paesi Bassi. 

## Aeroporti
| Nome                                        | Città                        | Provincia               | ICAO        | IATA |
| ------------------------------------------- | ---------------------------- | ----------------------- | ----------- | ---- |
| Aeroporti civili                            |                              |                         |             |      |
| Aeroporto di Ameland                        | Ameland / Ballum             | Frisia                  | EHAL        |      |
| Aeroporto di Amsterdam-Schiphol             | Amsterdam                    | Olanda Settentrionale   | EHAM        | AMS  |
| Aeroporto di Terlet                         | Arnhem                       | Gheldria                | EHTL        |      |
| Aeroporto Internazionale di Bonaire         | Bonaire                      | Isole BES               | TNCB        | BON  |
| Aeroporto di Kempen                         | Budel                        | Brabante Settentrionale | EHBD        |      |
| Aeroporto di Den Helder                     | Den Helder                   | Olanda Settentrionale   | EHDK        | DHR  |
| Aeroporto di Teuge                          | Deventer / Apeldoorn / Teuge | Gheldria                | EHTE        |      |
| Aeroporto di Drachten                       | Drachten                     | Frisia                  | EHDR        |      |
| Aeroporto di Eindhoven                      | Eindhoven                    | Brabante Settentrionale | EHEH        | EIN  |
| Aeroporto di Enschede                       | Enschede / Twente            | Overijssel              | EHTW        | ENS  |
| Aeroporto di Groninga-Eelde                 | Groninga / Eelde             | Drenthe                 | EHGG        | GRQ  |
| Aeroporto di Hilversum                      | Hilversum                    | Olanda Settentrionale   | EHHV        |      |
| Aeroporto di Breda                          | Hoeven / Bosschenhoofd       | Brabante Settentrionale | EHSE        |      |
| Aeroporto di Hoogeveen                      | Hoogeveen                    | Drenthe                 | EHHO        |      |
| Aeroporto di Lelystad                       | Lelystad                     | Flevoland               | EHLE        | LEY  |
| Aeroporto di Maastricht Aquisgrana          | Maastricht / Beek            | Limburgo                | EHBK        | MST  |
| Aeroporto di Middelburg                     | Middelburg                   | Zelanda                 | EHMZ        |      |
| Aeroporto di Middenmeer                     | Middenmeer                   | Olanda Settentrionale   |             |      |
| Aeroporto di Rotterdam                      | Rotterdam                    | Olanda Meridionale      | EHRD        | RTM  |
| Aeroporto di Saba-Juancho E. Yrausquin      | Saba                         | Isole BES               | TNCS        | SAB  |
| Aeroporto di Sint Eustatius-F. D. Roosevelt | Sint Eustatius               | Isole BES               | TNCE        | EUX  |
| Aeroporto di Stadskanaal                    | Stadskanaal                  | Groninga                | EHST        |      |
| Aeroporto di Texel                          | Texel / Den Burg             | Olanda Settentrionale   | EHTX        |      |
| Aeroporto di Oostwold                       | Winschoten / Oostwold        | Groninga                | EHOW        |      |
| Aeroporti militari                          |                              |                         |             |      |
| Aeroporto di Deelen                         | Arnhem                       | Gheldria                | EHDL        |      |
| Aeroporto di Eindhoven                      | Eindhoven                    | Brabante Settentrionale | EHEH        | EIN  |
| Aeroporto di Gilze en Rijen                 | Gilze en Rijen               | Brabante Settentrionale | EHGR        | GLZ  |
| Aeroporto di Leeuwarden                     | Leeuwarden                   | Frisia                  | EHLW        | LWR  |
| Aeroporto di Valkenburg (chiuso)            | Leida                        | Olanda Meridionale      | EHVB        | LID  |
| AOCS NM                                     | Nieuw-Milligen               | Gheldria                | EHMC / EHML |      |
| Aeroporto di Soesterberg (chiuso)           | Soesterberg                  | Utrecht                 | EHSB        | UTC  |
| Aeroporto di Volken                         | Uden                         | Brabante Settentrionale | EHVK        | UDE  |
| Aeroporto di De Peel (chiuso)               | Venray                       | Limburgo                | EHDP        |      |
| Aeroporto di Woensdrecht                    | Woensdrecht                  | Brabante Settentrionale | EHWO        | WOE  |
| Eliporti                                    |                              |                         |             |      |
| Eliporto di Amsterdam                       | Amsterdam                    | Olanda Settentrionale   | EHHA        |      |
| Eliporto Lukkien                            | Ede                          | Gheldria                |             |      |
| Eliporto Heli Holland                       | Emmen                        | Drenthe                 |             |      |
| Eliporto di Harskamp                        | Harskamp                     | Gheldria                |             |      |
| Eliporto Helico                             | Heythuysen                   | Limburgo                |             |      |
| Eliporto di IJmuiden                        | IJmuiden                     | Olanda Settentrionale   | EHYM        |      |
| Eliporto Maasvlakte                         | Rotterdam                    | Olanda Meridionale      | EHTP        |      |
| Eliporto TrafficPort Venlo                  | Sevenum / Venlo              | Limburgo                | EHVE        |      |
| Eliporto di Vlieland                        | Vlieland                     | Frisia                  | EHVL        |      |